# L'Amerzone : Le Testament de l'explorateur (jeu vidéo, 2025)
Cet article concerne le remake de L'Amerzone : Le Testament de l'explorateur. Pour la version originale, voir L'Amerzone : Le Testament de l'explorateur.
L'Amerzone : Le Testament de l'explorateur est un jeu vidéo d'aventure en pointer-cliquer développé par Microids Studio Paris et édité par Microids, sorti sur PC, PlayStation 5 et Xbox Series en 2025.
Il s'agit du remake du jeu du même nom qui fut conçut par Benoît Sokal en 1999 par Microids. Cette nouvelle version est réalisée et scénarisée par Lucas Lagravette, coréalisateur et coscénariste de Syberia: The World Before sorti en 2022 (il avait repris les rênes de ce projet à la suite du décès de Sokal en 2021).

## Trame
La trame de ce remake est relativement similaire à la version originale. Toutefois, quelques modifications seront apportées avec l'ajout de nouvelles énigmes, d'objectifs secondaires et de nouveaux personnages,.
1998, presqu'île de Langrevin, en Bretagne. Un journaliste (personnage à l'identité inconnue que le joueur incarne), travaillant pour Mondial Magazine, est chargé d'interviewer Alexandre Valembois, un professeur d'histoire naturelle au statut relativement controversé au sein de la communauté scientifique, notamment à cause d'une exploration en Amerzone, pays d'Amérique du Sud aujourd'hui sous un régime autoritaire dirigé par le despote Antonio Alvarez, entre 1932 et 1934.
Le journaliste est accueilli par Valembois, dans son domicile du phare des "Rochers-Noirs". Ce qui ne devait être qu'une interview prend vite une dimension plus tragique. Valembois confesse avoir commis des tords en Amerzone, lors de son expédition dans les années 1930, notamment d'avoir dérobé un œuf des Oiseaux Blancs, oiseaux aux ailes gigantesques vivant en Amerzone qui, selon la légende, voleraient toute leur vie. Étant trop vieux et trop faible pour entreprendre un tel voyage, Valembois demande au journaliste de s'y rendre à sa place, avec l'aide d'un Hydraflot, engin conçu spécialement pour cette expédition...

## Bande son

### Doublage francophone
Liste conçue à partir des crédits du jeu :
- Hubert Drac : le facteur, Edward Marson
- Philippe Peythieu : Alexandre Valembois
- Frédéric Souterelle : Le conservateur du muséum d'histoire naturelle Edouard Mulot, le pêcheur sur l'île des Échoués
- Michel Vigné : Antonio Alvarez
- Guy Chapellier : David Mackowski
- Victoria Grosbois : Cora Aldrige, une garde de premier plan
- Xavier Fagnon : Guilherme Pereira, un garde agressif
- Géraldine Asselin : La Prêtresse, une naufragée, une répartitrice d'urgence, une garde côtière

Voix additionnelles :
- Alexandre Nguyen : un garde sensible
- Rachel Rhodes-Chaplais : une présentatrice française
- Simon Herlin : un garde côtier, un garde obéissant

### Musique
La composition de la bande-son est confiée à Inon Zur, compositeur familier à l'univers de Benoît Sokal puisque compositeur de Syberia II, Syberia III et Syberia: The World Before (avec Emily Bear pour ce dernier). Toutefois, il n'est ici pas seul puisqu'il est accompagné par son fils Ori, diplômé au département musical de l'université Northwestern en 2022. Inon Zur a composé le thème principal de L'Amerzone et le thème du voyage "Journey" et son fils Ori a composé toutes les autres musiques du jeu.
Le 8 novembre 2024, le thème "Journey" est dévoilé sur le compte YouTube de Microids.

## Développement
Le remake du jeu de 1999 est officiellement annoncé par Microids le 7 mars 2024 dont la sortie est prévue dans le courant de l'année 2024,,. Charles Leveugle, chef de produit chez Microids explique :

« C’est pourquoi après Syberia: The World Before, nous nous sommes dit qu’il serait intéressant de revenir aux origines, et de proposer aux fans de l’époque comme aux nouveaux venus une version sublimée du titre par lequel tout a commencé. Selon nous, un simple remaster n’aurait pas suffi à rendre hommage à L'Amerzone pour ses 25 ans. En optant pour un remake, nous avons l’occasion, sans trahir l’épisode original, d’enrichir encore une expérience déjà foisonnante. »

Tout comme le jeu original, le remake est conçu comme un pointer-cliquer à la première personne dans un environnement en 3D. Le réalisateur et scénariste du remake, Lucas Lagravette confie que l'équipe de développement a « essayé les déplacements libres, mais cela ne ressemblait pas à L'Amerzone ». Le journaliste, personnage incarné par le joueur est, comme pour le jeu de 1999, muet. Lucas Lagravette se justifie :

« Si nous avions donné une voix au protagoniste, il aurait également fallu lui inventer un caractère, un passé, des enjeux… Et L’Amerzone n’a jamais été à propos de son héros. Celui-ci est volontairement muet car ce qui compte, c’est de découvrir à travers ses yeux un univers incroyable, doté d’une histoire à la fois tragique et féérique. »

Le 11 juin 2024, Microids publie une seconde bande-annonce, et annonce la sortie du jeu durant le mois d'octobre.
Le 22 août, une nouvelle bande-annonce centrée sur le gameplay est publiée. On apprend également que le jeu a été repoussé en novembre 2024.
À l'occasion du Steam Next Fest le 14 octobre 2024, Microids publie une démo du remake permettant aux joueurs de parcourir une partie du premier chapitre. Le 20 décembre, les développeurs publient sur Steam une version améliorée et allongée de la démo.
Le 15 novembre 2024, Microids publie un communiqué sur leur compte Twitter/X dans lequel il est annoncé que la sortie du jeu « sera repoussée de plusieurs mois » pour le deuxième trimestre 2025, afin de « garantir aux joueurs une expérience optimale et une immersion complète ». En effet, selon Microids : « il reste encore du travail de notre côté pour que le jeu soit tel que nous l'imaginons : un vibrant hommage à Benoit Sokal et à son œuvre... »,,.
Le 6 février 2025, Microids annonce que la démo publiée sur PC est également disponible pour Xbox Series et PlayStation 5. Par la même occasion, la date de sortie est annoncée pour le 24 avril 2025,.